# Sven Ausenius
Sven Ausenius, född 1617 och död 15 december 1678, var en svensk präst.
Ausenius föddes i Ås socken i Växjö stift i en bondfamilj. Efter att ha tagit en filosofie kandidatexamen gav sig Ausenius ut på europeiska resor, och hamnade i drottning Kristinas hov i Rom. Kristina lär ha försökt övertala honom att övergå till katolska läran, och lockat med en kardinalsbefattning. Ausenius avböjde dock och återvände till Sverige, där han 1659 blev lektor i Växjö och därefter kyrkoherde i Torups socken 1665.

Enligt sägnen skall Ausenius under skånska kriget, inför slaget vid Fyllebro, tagit sig in i Danska lägret för att där kunskapa om deras förehavanden, där han genom att tala både franska och engelska skall ha befriat sig från all misstanke om att vara en av ortens präster. När han avslöjades skall danskarna ha sökt sig till hans prästgård för att hämnas, men han skall ha dukat alla borden, lämnat nyckeln i dörren och därefter gett sig av från gården. Ausenius fick livstids skattefrihet på sin gård av Karl XI som tack för sina insatser. 

I Torups kyrka finns en numera sliten oljemålning med honom själv med maka och 6 barn avmålade i naturlig storlek som han själv målat .

Ausenius var gift med Ingrid Rubenia, f. 1647, d 22 nov. 1722, dotter till kyrkoherden i Vittaryd Nils Rubenius. Hans dotter Margareta Birgitta, gift med kyrkoherden J. Dahlin i Vinberg, blev moder till skalden Olof von Dalin.